# Burn It Down (canción de Linkin Park)
«Burn It Down» es una canción interpretada por la banda estadounidense de rock alternativo Linkin Park, perteneciente a su quinto álbum de estudio, Living Things, de 2012. La canción fue compuesta por Chester Bennington y Mike Shinoda, mientras que su producción quedó a cargo del mismo Shinoda junto a Rick Rubin. La banda la grabó en los NRG Recording Studios de Los Ángeles, California. El 16 de abril de 2012, los sellos discográficos Warner Bros. Records y Machine Shop Recordings la publicaron como el primer sencillo del álbum.
La canción recibió buenas reseñas por parte de los críticos musicales. Uno de ellos dijo que «hay una sensación familiar que recuerda a los días de Hybrid Theory». Otros la catalogaron como «bailable» y «que deja abierta la opción de bailar todo la noche». La mayoría destacó los versos de Shinoda, excepto Andrew Unterberger de PopDust, quien los nombró «mediocres». En cuanto a su significado, el mismo Shinoda dijo que puede estar abierto a múltiples interpretaciones. Comercialmente, logró buenas posiciones en Austria, los Estados Unidos, Japón, entre otros. En Alemania, Italia y Suiza obtuvo la certificación de platino.
El video musical del sencillo lo dirigió Joe Hahn. El rodaje de «Burn It Down» se llevó a cabo en Los Ángeles, California, durante marzo de 2012. El 24 de mayo del mismo año la cadena MTV lo estrenó. Al otro día, el 25 de mayo, lo publicaron en su canal de YouTube. El cantante de Linkin Park, Chester Bennington, comentó que la banda quería «capturar un tipo de elemento en directo simplemente interpretando "Burn It Down"», muy similar a cómo podrían presentarla en vivo. Este recibió dos nominaciones a los premios MTV Video Music Awards en las categorías mejor video de rock y mejores efectos especiales, pero perdió en ambas contra Coldplay y Skrillex, respectivamente. El 17 de mayo de 2012, Linkin Park interpretó la canción por primera vez en un espectáculo organizado por la estación de radio KROQ. Posteriormente, la interpretaron en eventos como los Billboard Music Awards, MTV Video Music Awards Japan y American Music Awards.

## Antecedentes y lanzamiento

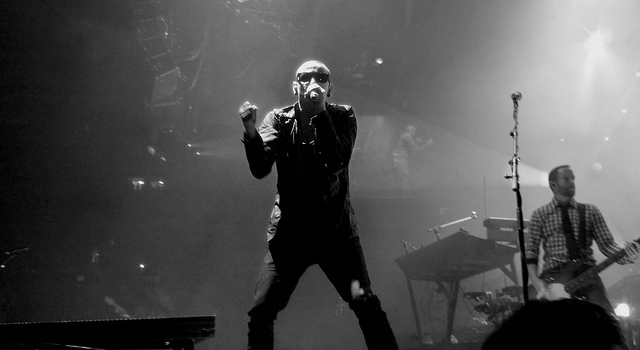
Bennington durante la gira A Thousand Suns World Tour en 2011.

Chester Bennington y Mike Shinoda comenzaron a trabajar en el quinto álbum de estudio de Linkin Park mientras se encontraban promocionando el disco A Thousand Suns (2010) en la gira internacional A Thousand Suns Tour. En junio de 2011 Bennington mencionó en una entrevista con Kerrang! que en los dos últimos meses habían estado trabajando en nuevas canciones. Poco tiempo después, en una entrevista con la revista Rolling Stone, el vocalista comentó: «Mike y yo estamos por ahí con nuestros estudios de grabación [...] estamos trabajando en nueva música mientras vamos en el auto en camino hacia el hotel, y también cuando estamos en casa». Además, dijo que la banda tenía como objetivo lanzar un álbum cada dieciocho meses y que estarían muy sorprendidos si no llegaban a publicar el sucesor de A Thousand Suns en 2012.
El 28 de marzo de 2012, Shinoda publicó a través de su cuenta en Twitter la fecha de lanzamiento para el primer sencillo de Living Things; el anuncio también lo hizo mediante un video que publicó en Viddy. Tras el anuncio, en la página web del grupo se puso a disipación un rompecabezas deslizante, que a medida que se completaba se construía su portada. Después de completar la portada, lanzaron un videojuego en su página en el que podías revelar partes de la canción. Luego, días antes de su estreno, un fragmento de treinta segundos se liberó en el sitio web de CHDI, una estación radial canadiense. Warner Bros. Records y Machine Shop Recordings publicaron la canción el 16 de abril de 2012, como el primer sencillo del quinto álbum de la banda. Antes de su lanzamiento, Bennington explicó que seleccionaron «Burn It Down» como primer sencillo porque representaba todo lo que querían lograr con su próximo álbum, «una combinación de su fuerte y aplastante pasado junto a su presente electrónico».

## Composición y grabación

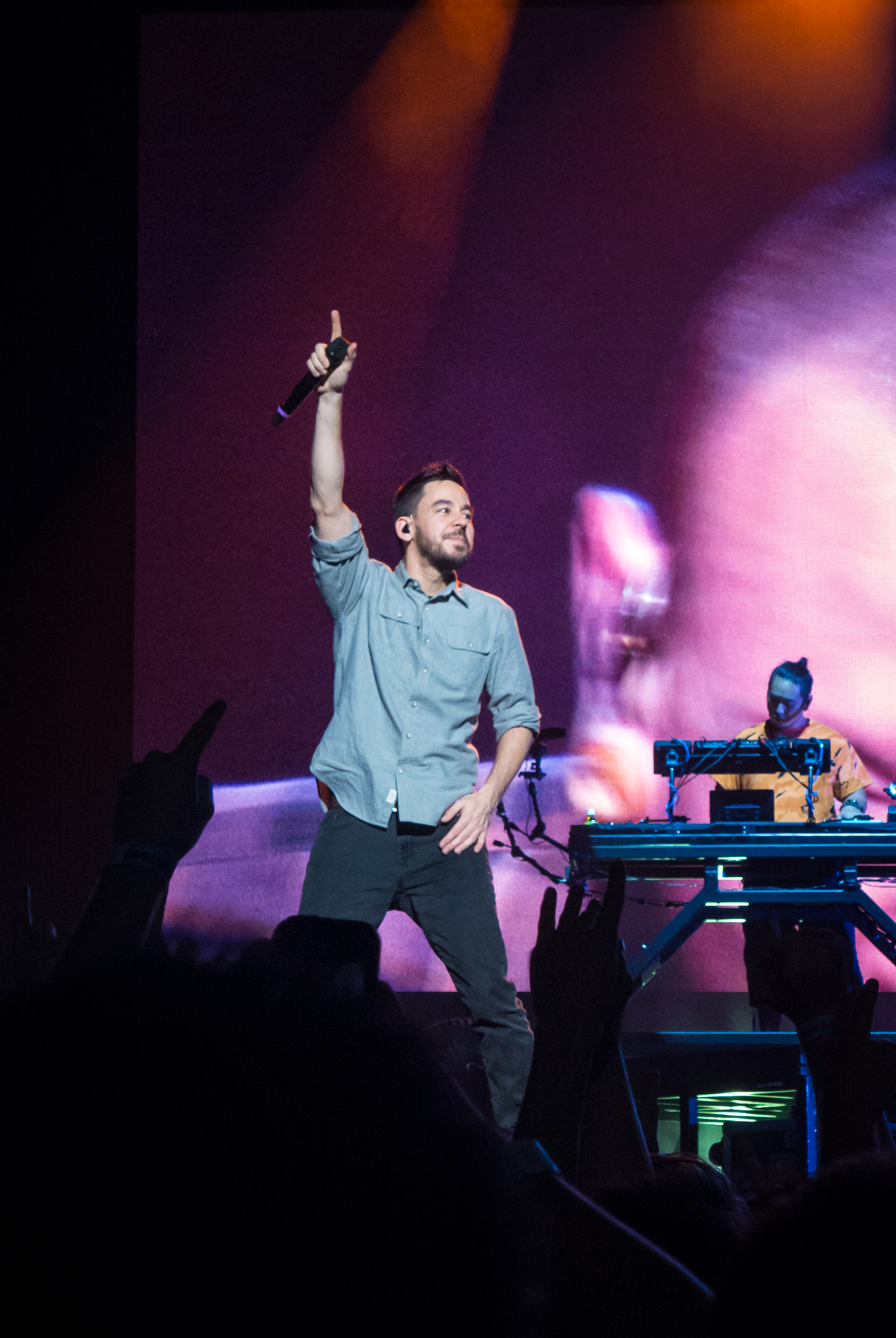
Shinoda compuso y coprodujo la canción.

«Burn It Down» la compusieron Chester Bennington y Mike Shinoda Bennington comentó que lo interesante de la canción es «su gran energía y las fuertes melodías electrónicas». En una entrevista con Mike Ragogna de The Huffington Post, Shinoda dijo que desde Meteora intentan ser cuidadosos al decirle a la gente el significado de una canción. El rapero comentó que intentan llevar las canciones a un punto, y tras el lanzamiento de un disco, dejar que los seguidores la terminen: «los llevamos hasta cierto punto en el camino y les decimos: "Ok, el resto depende de ustedes. Traigan su propia interpretación a la canción"». Aun así, dio su versión sobre el significado de «Burn It Down»:

«En el caso de la mayoría de estas canciones, creo que Chester (Bennington) viene de un lugar determinado, yo vengo de mi propia experiencia, y además hay a menudo una metáfora y tal vez una tercera lectura. En el caso de "Burn it Down", estamos hablando de mi historia personal y la de él, y también hay una capa de cultura pop que juega un papel en la letra de la canción. Por ejemplo, las personas construyen a cierta celebridad, músico o actor y son populares un minuto y al siguiente, sabes que han hecho algo mal o no han hecho nada malo y hay un mal rumor que circula sobre ellos y entonces todo el mundo ataca a esa persona. Así son las cosas. De hecho, hemos vivido eso como banda. Todo eso juega un papel».

Linkin Park grabó la canción en febrero de 2012 en los NRG Recording Studios, ubicado en Los Ángeles, California. Su producción musical quedó a cargo de este último junto a Rick Rubin. Durante las sesiones de grabación, la canción llevó de título «Buried at Sea», pero más tarde decidieron cambiarlo por «Burn It Down».

## Recepción

### Comentarios de la crítica
«Burn It Down» recibió reseñas favorables por parte de varios críticos de música. Nick Catucci de Rolling Stone comentó: «Chester Bennington descomprime, una vez más, su propensión para atornillar las cosas. Antes de hacer enfocarnos en el aullido y la angustia que demanda un coro de Linkin Park, Bennington ofrece uno de sus versos más bellos». Por otra parte, «Mike Shinoda es, por tradición de Linkin Park, la mano para un rápido correr de rimas sin pretensiones». También mencionó que «hay una cierta poesía en el enfoque de "Burn It Down", que traza una línea entre lo suave y lo áspero, y deja abierta la opción de simplemente bailar todo la noche». Rick Florino de Artist Direct le concedió cinco estrellas sobre cinco y nombró a la canción «uno de los temas más incendiarios de 2012». También dijo: «La canción es un clásico de Linkin Park [...] Bennington suena impecable en los versos, seguido por Rob Bourdon con un ritmo de arrogancia bailable. "Burn It Down" ciertamente tiene sus momentos pesados, pero hay un fuerte ritmo que es como funk del siglo XXII». Asimismo, destacó los versos de Mike Shinoda diciendo: «Explota a través de un vigoroso golpe lírico afirmando: "I played soldier, you played king" (en español, "Jugué a ser soldado, y tú a ser el rey"). Shinoda esgrime la delicadeza de un boxeador cuando él está detrás del micrófono y su golpe es aún más potente que nunca». «Como lo han hecho desde Hybrid Theory, Linkin Park arrasa con los paradigmas y construye el suyo en su lugar».
Anne Erickson de Loudwire señaló que «"Burn It Down" integra nuevos sonidos en su música, pero al mismo tiempo hay una sensación familiar que se remonta a los días de Hybrid Theory». Además declaró: «La canción cuenta con un ritmo pesado, robótico y un gancho de sintetizador bastante amplio que le da espesor y filo a la pista [...] [también está] llena de ritmos tenues, riffs y raps, envueltos en un mar de atmósfera electrónica». Andrew Unterberger de PopDust lo nombró como un «digno sucesor de los sencillos "What I've Done" y "The Catalyst"». Sin embargo, criticó los versos de Shinoda: «La única parte en donde la canción realmente se mete en problemas es con el verso de Mike Shinoda [...] Sus letras mediocres no están ayudando. Es un asco ver al subestimado Shinoda perder su importancia en la banda».

### Rendimiento comercial
«Burn It Down» tuvo una buena recepción comercial a nivel mundial. En Norteamérica logró ingresar en varios conteos de Canadá y los Estados Unidos. En la semana del 5 de mayo de 2012, el sencillo debutó en el puesto número treinta en la lista estadounidense Billboard Hot 100, y ahí alcanzó su máxima posición. También ingresó en el puesto número once en Digital Songs con 115 000 ventas digitales, marcando el segundo mejor debut de la semana detrás de «Payphone» de Maroon 5. En esa misma semana, ingresó en los conteos Alternative Songs y Rock Songs en los puestos número seis y número dos respectivamente, con una impresión en la audiencia de 12 millones en 119 emisoras de radio. En la lista Alternative Songs, la canción logró el primer puesto el 4 de agosto de 2012, en donde se mantuvo por una semana. De esa manera, se convirtió en el undécimo número uno de la banda en dicho conteo. De igual modo, en la lista Rock Songs consiguió el número uno y permaneció en ese puesto durante once semanas no consecutivas. Posteriormente ingresó en las listas Pop Songs y Adult Pop Songs donde alcanzó las posiciones veinticuatro y diecisiete, respectivamente. Para mediados de 2012 había vendido 356 000 copias. En febrero de 2013, la RIAA le otorgó un disco de platino después de superar el millón de descargas digitales. En 2022 logró los tres discos de platino. En Canadá también tuvo una buena recepción. Alcanzó la posición treinta y tres en el Canadian Hot 100 y permaneció veinte semanas en la lista.
En Europa «Burn It Down» cosechó un gran éxito. En Alemania se ubicó en el lugar número dos en la lista German Singles Chart durante dos semanas. Además se convirtió en la mejor posición de la banda en dicho país, superando a «Numb/Encore», «What I've Done» y «New Divide», que alcanzaron el puesto número cuatro. Debido a su éxito, fue certificado con un disco de platino por vender más de 300 000 copias. En Austria, el tema debutó en el decimoctavo puesto en el conteo Ö3 Austria Top 40. En su décima semana alcanzó la posición número diez. En dicho país, la Federación Internacional de la Industria Fonográfica lo certificó con un disco de oro tras vender más de 15 000 copias. En la región flamenca de Bélgica llegó al puesto número seis en el Ultratip 50, mientras que en la región valona consiguió el veinte. Después de ocho años, la banda ingresó por tercera vez en la lista Danish Singles Chart, en la casilla treinta y siete. En Escocia, debutó en la posición veintiocho, en la semana del 28 de abril de 2012. En Eslovaquia llegó al veinticuatro y en España al cuarenta y tres. En Francia se ubicó en el cuarenta y siete y en Irlanda en el cuarenta y tres. También alcanzó las posiciones número cincuenta y nueve y veintinueve en las listas correspondientes a los Países Bajos y República Checa. En el Reino Unido, «Burn It Down» debutó en la lista UK Singles Chart y UK Digital Chart en el lugar número veintisiete y treinta y uno, respectivamente. También logró el primer puesto en la lista UK Rock Chart. Por otro lado, en Suiza llegó al puesto número doce y recibió un disco de platino tras vender 30 000 copias. En las listas de fin de año de 2012, la canción obtuvo la posición cien en el Billboard Hot 100, ochenta y nueve en Pop Songs, tres en Rock Songs, diez en Alternative Songs, y doce en Mainstream Rock Tracks. En Europa, obtuvo el puesto veinte en Alemania, cuarenta y nueve en Austria, noventa y seis en la región valona de Bélgica, y cincuenta y nueve en Suiza.

## Video musical

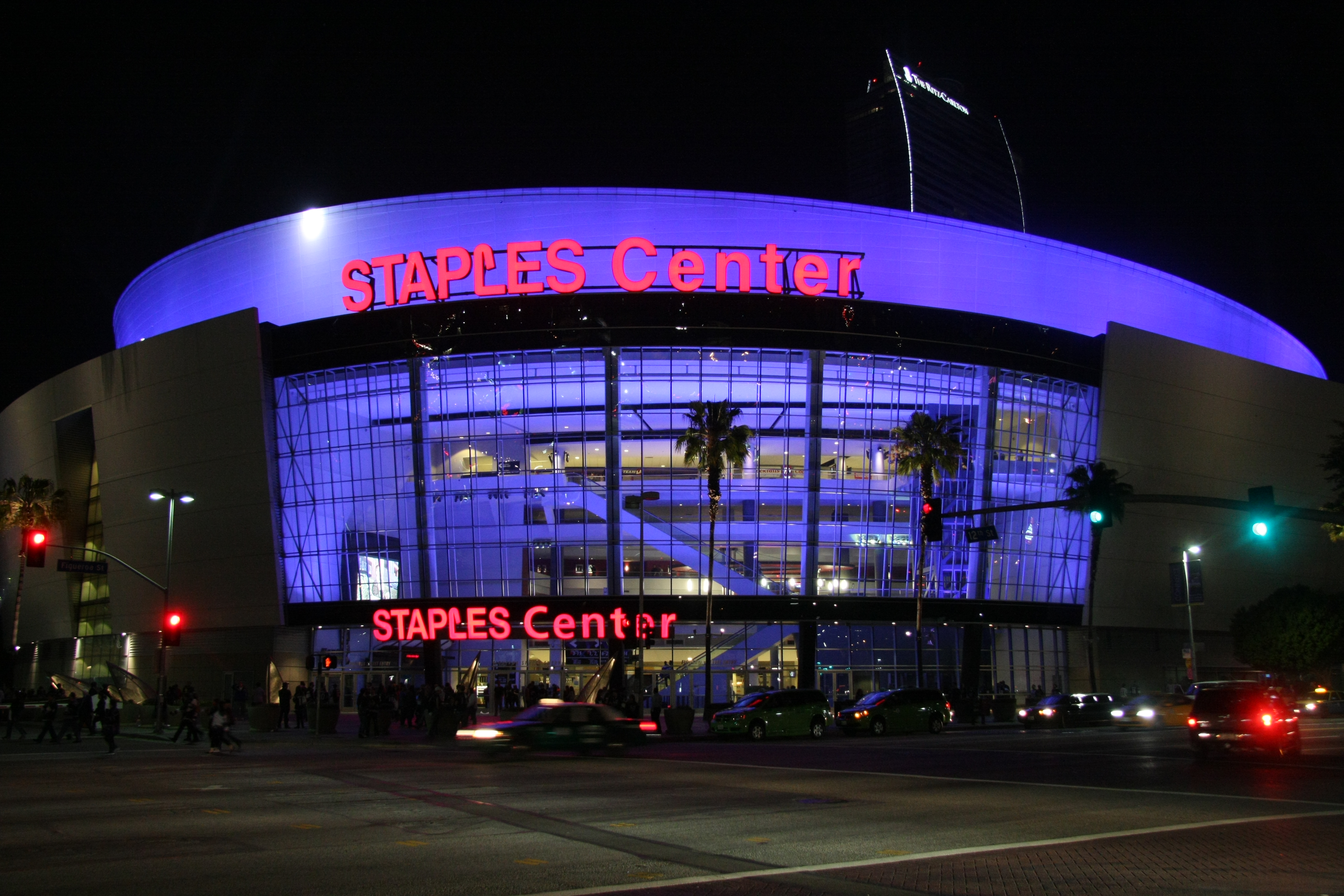
«Burn It Down» recibió dos nominaciones a los MTV Video Music Awards 2012. Los premios se llevaron a cabo en el Staples Center de Los Ángeles.

El rodaje del video musical de «Burn It Down» se llevó a cabo en Los Ángeles, California, durante marzo de 2012. A fines del mismo mes, David Farrell confirmó a través de Twitter que Joe Hahn sería su director. El día previo al lanzamiento del sencillo, el canal de Linkin Park en YouTube publicó un video con la letra de la canción. Antes de su estreno, avances del video musical se pudieron apreciar en un reclame en promoción a los Playoffs de la NBA 2012, en el cual se utilizó la canción. En una entrevista que MTV le realizó a Bennington, él señaló la similitud del video en relación con sus precentaciones en directo: «Estamos realmente tratando de capturar un tipo de elemento en directo simplemente interpretando "Burn It Down", muy similar a cómo podríamos presentarla en vivo». Finalmente, la cadena MTV lo estrenó el 24 de mayo de 2012. El videoclip recibió dos nominaciones a los premios MTV Video Music Awards en las categorías mejor video de rock y mejores efectos especiales, pero perdió en ambas contra Coldplay y Skrillex, respectivamente.
Tras su lanzamiento, el videoclip tuvo una buena recepción por parte de los críticos. Perri Tomkiewicz de Billboard señaló: «Aunque carezca de cualquier argumento coherente o narrativo, este video poco convencional se centra en un aspecto visual completemente sintético, mostrando únicamente a la banda en una habitación cargada eléctricamente». Al finalizar comentó que «es simple pero impactante». Mark Graham de VH1 inició su reseña comparándolo con el de «Waiting for the End». Posteriormente añadió: «Es una delicia visual. Al igual que en "Waiting for the End", es muy futurista en su ambiente en general». A su vez dijo: «Parece estar inspirado en el trabajo de H. R. Giger en la película Alien, hay una innegable combinación de lo orgánico y lo mecánico en el presente entorno en el que la banda se lleva a cabo». James Montgomery de MTV opinó: «Lleno de vanguardia, efectos digitales, es un video llevado al límite absoluto [...] Cuando los integrantes de la banda estallan en llamas, no puedes dejar de preguntarte si terminan en una combustión espontánea». Childers Chad de Loudwire lo describió como «una actuación no muy estándar, con los miembros de la banda en una habitación sofocante llena de luz y energía que sólo se intensifica a medida que avanza el video».
Después de publicarlo, Linkin Park y Warner Bros. Records realizaron un concurso en donde los fanáticos tenían la oportunidad de crear un video para la canción en el cual podían utilizar fragmentos del original, además de aplicar su «creatividad y originalidad». El 6 de julio del mismo año, Linkin Park, Warner Bros. Records y Genero.tv se encargaron de seleccionar al ganador, mientras que MTV se ocupó de estrenarlo. El triunfador fue un equipo canadiense integrado por Alex Draghicescu, Greg Crompton, Tamsin Baker, Robert Allison, Ashley Summers y Greg Gillespie, los cuales recibieron un premio de 5000 dólares.

## Interpretaciones en directo

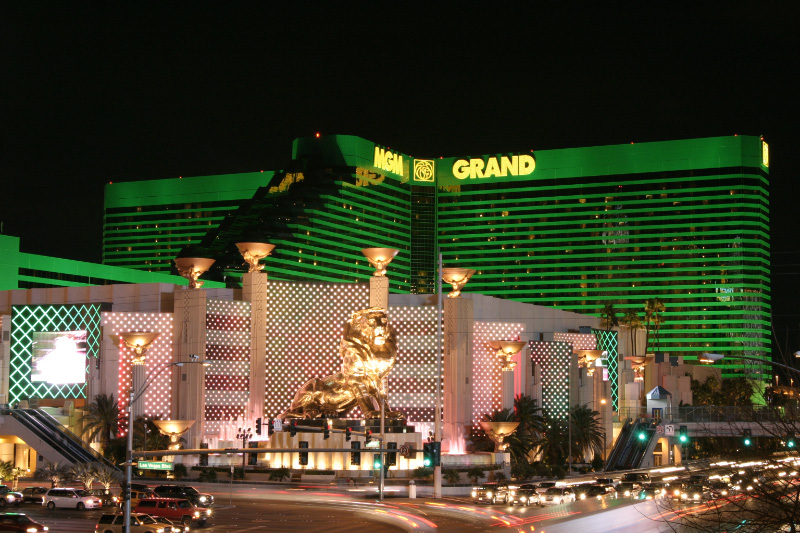
La primera presentación en televisión de «Burn It Down» se realizó en el MGM Grand Las Vegas, en los Billboard Music Awards de 2012.

El 17 de mayo de 2012, Linkin Park interpretó la canción por primera vez en un espectáculo organizado por la estación de radio KROQ. En él tocaron frente a unas cien personas e interpretaron «Burn It Down» junto a «New Divide», «Given Up», «Papercut», «Waiting for the End» y «Faint». Al día siguiente, el 18 de mayo, realizaron un concierto íntimo exclusivamente para los miembros del LP Underground (club de seguidores de Linkin Park). Este mismo se realizó en el House of Blues, ubicado en West Hollywood, California. Dos días después, se presentaron en los Billboard Music Awards 2012 para tocar la canción. En la alfombra roja, un reportero de The Hollywood Reporter entrevisto a Shinoda, y él comentó ante la presentación de la banda en los premios: «[Nuestra presentación] esta noche es casi como un anticipo de lo que va a ser el video. Realmente nadie lo ha visto todavía». Linkin Park también interpretó «Burn It Down» en los MTV Video Music Awards Japan de 2012, junto a «Numb» y «Lies Greed Misery».
El 19 de junio de 2012, participaron del evento en línea Rio+Social para intervenir en un debate dinámico sobre el poder de la música, los juegos y los medios sociales, para poder abordar algunos de los más apremiantes desafíos de sostenibilidad a nivel mundial. El bajista David Farrell comentó respecto al tema: «Queremos ver que la generación detrás de nosotros esté en un lugar mejor que el que estamos ahora y queremos ver, a falta de una mejor manera de decirlo, una esperanza para el futuro y realmente pensamos que la energía sostenible no es, si lo más, uno de los temas actuales que necesitamos en todo el mundo». Posteriormente en dicho evento, la banda dio una presentación donde tocaron «Burn I Down» junto a canciones de Meteora, Minutes to Midnight, A Thousand Suns, entre otras. El 29 de junio de 2012 se presentaron en los X Games, donde «Burn It Down» formó parte del repertorio. También la presentaron en el programa estadounidense Jimmy Kimmel Live!, donde además tocaron «Lies Greed Misery», «New Divide» y «Faint». El 22 de septiembre de 2012, dieron un concierto en el iHeartRadio Music Festival, e interpretaron «Burn It Down» y «Lost in the Echo», ambas del álbum Living Things, y otras canciones de Hybrid Theory, Meteora, Minutes to Midnight y A Thousand Suns. El 18 de noviembre de 2012, la banda presentó la canción en los American Music Awards 2012.

## Formatos
| Sencillo |                |          |  |
| N.º      | Título         | Duración |  |
| 1.       | «Burn It Down» | 3:51     |  |

| CD (Japón) |                        |          |  |
| N.º        | Título                 | Duración |  |
| 1.         | «Burn It Down»         | 3:51     |  |
| 2.         | «New Divide» (en vivo) | 4:29     |  |
| 3.         | «In the End» (en vivo) | 3:39     |  |

| CD y EP |                                                  |          |  |
| N.º     | Título                                           | Duración |  |
| 1.      | «Burn It Down»                                   | 3:51     |  |
| 2.      | «New Divide» (en vivo en el iTunes Festival)     | 4:29     |  |
| 3.      | «In the End» (en vivo en el iTunes Festival)     | 3:39     |  |
| 4.      | «What I've Done» (en vivo en el iTunes Festival) | 4:04     |  |

## Posicionamiento en listas
| País              | Lista                     | Mejor posición |
| 2012              | 2012                      | 2012           |
| ----------------- | ------------------------- | -------------- |
| Alemania          | German Singles Chart      | 2              |
| Australia         | Australian Singles Chart  | 41             |
| Austria           | Ö3 Austria Top 40         | 10             |
| Bélgica (Flandes) | Ultratip 100              | 6              |
| Bélgica (Valonia) | Ultratop 50               | 20             |
| Canadá            | Canadian Hot 100          | 33             |
| Dinamarca         | Tracklisten               | 37             |
| Escocia           | Scottish Singles Chart    | 28             |
| Eslovaquia        | Radio Top 100 Chart       | 29             |
| España            | Spanish Singles Chart     | 43             |
| Estados Unidos    | Adult Pop Airplay         | 17             |
| Estados Unidos    | Alternative Airplay       | 1              |
| Estados Unidos    | Billboard Hot 100         | 30             |
| Estados Unidos    | Digital Songs             | 11             |
| Estados Unidos    | Mainstream Rock           | 1              |
| Estados Unidos    | Pop Songs                 | 24             |
| Estados Unidos    | Radio Songs               | 66             |
| Estados Unidos    | Rock Airplay              | 1              |
| Estados Unidos    | Rock Songs                | 1              |
| Francia           | French Singles Chart      | 47             |
| Irlanda           | Irish Singles Chart       | 43             |
| Japón             | Japan Hot 100             | 7              |
| Luxemburgo        | Luxembourg Digital Songs  | 2              |
| México            | Mexico Airplay Chart      | 50             |
| Nueva Zelanda     | New Zealand Singles Chart | 13             |
| Países Bajos      | Single Top 100            | 59             |
| Polonia           | Polish Airplay Chart      | 1              |
| Reino Unido       | UK Rock & Metal           | 1              |
| Reino Unido       | UK Singles Chart          | 27             |
| República Checa   | Radio Top 100 Chart       | 29             |
| Suiza             | Swiss Singles Chart       | 12             |

| País              | Lista                  | Posición |
| 2012              | 2012                   | 2012     |
| ----------------- | ---------------------- | -------- |
| Alemania          | German Singles Chart   | 20       |
| Austria           | Austrian Singles Chart | 49       |
| Bélgica (Valonia) | Ultratop 40            | 96       |
| Estados Unidos    | Alternative Airplay    | 10       |
| Estados Unidos    | Billboard Hot 100      | 100      |
| Estados Unidos    | Mainstream Rock Tracks | 12       |
| Estados Unidos    | Pop Songs              | 89       |
| Estados Unidos    | Rock Songs             | 3        |
| Francia           | SNEP                   | 148      |
| Suiza             | Swiss Singles Chart    | 59       |

### Sucesión en listas
| Predecesor: «Little Talks» de Of Monsters and Men                                     | Alternative Songs — Sencillo número uno 4 de agosto de 2012 — 11 de agosto de 2012                                    | Sucesor: «Some Nights» de Fun                          |
| Predecesor: «Live to Rise» de Soundgarden                                             | Mainstream Rock Tracks — Sencillo número uno 30 de junio de 2012 — 7 de julio de 2012                                 | Sucesor: «You're a Lie» de Slash                       |
| Predecesor: «Somebody That I Used to Know» de Gotye con Kimbra «Oh Love» de Green Day | Rock Songs — Sencillo número uno 26 de mayo de 2012 — 4 de agosto de 2012 11 de agosto de 2012 — 18 de agosto de 2012 | Sucesor: «Oh Love» de Green Day «Oh Love» de Green Day |
| Predecesor: «The Swarm» de You Me at Six                                              | UK Rock Chart — Sencillo número uno 28 de abril de 2012 — 19 de mayo de 2012                                          | Sucesor: «Iris» de Goo Goo Dolls                       |

### Certificaciones
| País           | Organismo certificador | Certificación | Ventas certificadas | Ref.    |
| -------------- | ---------------------- | ------------- | ------------------- | ------- |
| Alemania       | BVMI                   | Platino       | 300 000             | [ 43 ]  |
| Austria        | IFPI — Austria         | Oro           | 15 000              | [ 45 ]  |
| Estados Unidos | RIAA                   | 3× Platino    | 3 000 000           | [ 39 ]  |
| Italia         | FIMI                   | Platino       | 30 000              | [ 116 ] |
| Reino Unido    | BPI                    | Plata         | 200 000             | [ 117 ] |
| Suiza          | IFPI — Suiza           | Platino       | 30 000              | [ 59 ]  |
| Streaming      |                        |               |                     |         |
| Dinamarca      | IFPI — Dinamarca       | Oro           | —                   | [ 118 ] |

## Premios y nominaciones
«Burn It Down» recibió dos nominaciones en una ceremonia de premiación. A continuación, una lista con las candidaturas que obtuvo:
| Año  | Ceremonia de premiación | Categoría                  | Resultado | Ref.            |
| ---- | ----------------------- | -------------------------- | --------- | --------------- |
| 2012 | MTV Video Music Awards  | Mejor video de rock        | Nominado  | [ 119 ] [ 120 ] |
| 2012 | MTV Video Music Awards  | Mejores efectos especiales | Nominado  | [ 119 ] [ 120 ] |

## Créditos y personal
| - Chester Bennington: composición. - Brian «Big Bass» Gardner: masterización. - Manny Marroquin: mezcla. - Brandon Parvini: diseño de portada en Ghost Town Media. - Rick Rubin: producción. | - Mike Shinoda: producción y composición. - The Uprising Creative: layout. - Grabado en NRG Recording Studios, Hollywood, California. - Mezclado en Larrabee North Studios, Hollywood, California. - Masterizado en Bernie Grundman Mastering, Hollywood, California. |

Fuentes: Folleto de «Burn It Down» y Living Things.